# Fédération algérienne des échecs
La Fédération algérienne des échecs (FADE) est créée le 15 juin 1973 et agréée le 26 juin 1975. Elle est affiliée aux différentes instances internationales du jeu d'échecs. La FADE compte 28 ligues dont 20 qui sont actives, plus de 100 clubs et des milliers de pratiquants. Elle est chargée de la promotion, du développement et de l’organisation de la pratique du jeu d’échecs en Algérie.